# Cyanotis racemosa
Cyanotis racemosa là một loài thực vật có hoa trong họ Commelinaceae. Loài này được B.Heyne ex Hassk. mô tả khoa học đầu tiên năm 1870.